# Tephritis ovatipennis
Tephritis ovatipennis är en tvåvingeart som beskrevs av Foote 1960. Tephritis ovatipennis ingår i släktet Tephritis och familjen borrflugor. Inga underarter finns listade i Catalogue of Life.